# 拿单 (先知)

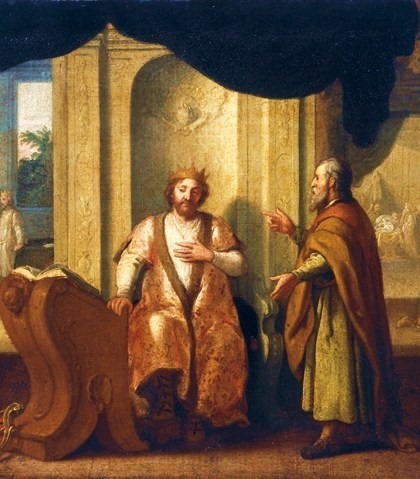
拿单与大卫

先知拿丹（希伯來語：נתן הנביא，约西元前1000年）天主教譯為納堂，是大卫王和所罗门时期的一位宫廷先知，他曾受耶和華所示，透過比喻法谴责大衛王与乌利亚的妻子拔示巴通奸，又為佔有拔示巴而安排她的丈夫死在战场，以掩饰其罪过這事。
他的事迹记载在撒母耳记、列王纪和历代志（尤其是撒母耳记下7:2-17、12:1-25）。拿单在大卫和所罗门在位期间书写历史（历代志上29:29、历代志下9:29），并且负责圣殿的音乐（历代志下29:25）。 
在列王纪上1:8-45，先知拿单告诉临终的大卫，亚多尼雅试图成为国王，导致大卫宣布由所罗门继承王位。 
先知拿单的庆日在10月24日。在东正教和遵循拜占庭礼仪的東儀天主教會，他是在教父主日（圣诞节前的主日）纪念的一位圣人。
大卫的一个儿子以这位先知命名。